# Crane (entreprise)
Crane est un conglomérat industriel d'origine américaine présent notamment dans l'aéronautique, l'électronique, les matériaux composites, la gestion des fluides et les distributeurs automatiques, avec environ 11 000 salariés.

## Histoire
En mai 2019, Crane annonce une offre d'acquisition hostile sur Circor pour 894 millions de dollars.